# کانن راک
کانن راک تنظیم نئو-کلاسیکال متال آهنگ کانن در ر ماژور نوشته‌ی یوهان پاخلبل توسط موزیکدان و آهنگساز تایوانی جری چنگ است. از اجراهای معروف این اثر می‌توان به اجرای لیم ژونگ-یون اشاره کرد.